# Palacio Veronesi
El Palacio Veronesi (Palazzo Veronesi en italiano) es un palacio histórico de Milán en Italia situado en el 4 de la piazza Eleonora Duse.

## Historia
El palacio fue construido entre el 1923 y el 1926 luego a la parcelación de unos terenos anteriormente ocupados por jardines.

## Descripción
El palacio presenta un estilo ecléctico tardío y se destaca por su riquísimo conjunto decorativo. En el primer piso unos omenoni soportan el balcón balaustrado del piso principal, ornado con ventanas con marcos de inspiración baroca. En el tercer piso, un grande balcón con barandilla en hierro forjado es sostenido por ménsulas. La decoración prosigue en el resto de la fachada con hermas, tímpanos, frisos y pilastras.